# Трумка, Ричард
Ричард Луи Трумка (англ. Richard Louis Trumka;  24 июля 1949, Немаколин, Пенсильвания — 5 августа 2021, Хантингдон, Пенсильвания) — американский профсоюзный деятель, президент АФТ—КПП (2009—2021).

## Биография
Ричард Трумка родился в семье горняков польского и итальянского происхождения. В 1971 году окончил Университет штата Пенсильвания, в 1974 году — юридический факультет Университета Вилланова. После окончания обучения, работал в юридическом отделе движения «Горняки за демократию», которое являлось частью профсоюза «Объединённые горняки Америки» (UMWA). В 1982 году Трумка был избран президентом UMWA.
Во время президентства Ричарда Трумки, «Объединённые горняки Америки» заключили коллективное соглашение с лоббистской организацией «Ассоциация операторов битуминозного угля» и вынудили такие горнодобывающие компании как A.T. Massey и Pittston Coal Company соблюдать данный договор. Так, при участии UMWA была проведена успешная кампания бойкота A.T. Massey, из-за того, что корпорация экспортировала уголь из ЮАР и поддерживала режим апартеида. Также, в 1989 году на шахтах Pittston Coal Company была проведена забастовка.
В 1995 году Трумка был избран секретарем-казначеем Американской федерации труда — Конгресса производственных профсоюзов. На этом посту, Ричард Трумка руководил созданием программы управления капиталом АФТ-КПП, которая развивала систему пенсионного обеспечения членов профсоюзного центра.
В 2009 году был избран президентом АФТ-КПП. Президентство Трумки отметилось сближением профцентра с Демократической партией. На президентских выборах в 2012 и 2016 году АФТ-КПП выделяла деньги на избирательные кампании демократов, а после избрания Джо Байдена, АФТ-КПП начала лоббировать свои законы.
Ричард Трумка умер 5 августа 2021 года в результате сердечного приступа.